# خميناسيا خوخوي
خميناسيا خوخوي ، هو نادي كرة قدم أرجنتيني وهو نادي أساسي في الأرجنتين.